# Jacques Roux
Jacques Roux (ur. 21 sierpnia 1752 w Pranzac, zm. 10 lutego 1794 w Le Kremlin-Bicêtre) – ksiądz, profesor filozofii, jeden z przywódców sankiulotów, przywódca stronnictwa „wściekłych” w trakcie rewolucji francuskiej.
Przed wybuchem rewolucji był proboszczem w Cozes, a później wikarym w Saint Nicolas des Champs w Paryżu. Jako jeden z pierwszych księży zaakceptował konstytucję cywilną kleru z 12 lipca 1790. Dorobił się przydomka Czerwony Ksiądz za względu na nazwisko i swój radykalizm. W trakcie rewolucji był zwolennikiem radykalnych zmian gospodarczych, na których skorzystałaby francuska biedota, o której względy walczył z hebertystami. Te propozycje wpłynęły na wzrost jego popularności. Był jednym z głównych autorów dekretu o powszechnym maximum – pierwszej próby regulacji cen. W 1792 r. wszedł w skład Komuny Paryża i odegrał znaczącą rolę w powstaniu paryskim w 1793 r., które usunęło żyrondystów z rządu. Przed swoim ścięciem Ludwik XVI poprosił Roux, żeby ten przekazał jego żonie kilka osobistych rzeczy, na co Roux miał odpowiedzieć „Nie jestem tutaj po to, żeby wykonywać zlecenia, ale żeby wysłać cię na szafot”. Przemawiał w Konwencie Narodowym przeciwko „handlowej arystokracji”, uznając ją za gorszą od szlachty i kleru. Po tych wydarzeniach Robespierre i Hébert połączyli siły w celu wypędzenia Roux z klubu kordelierów. Jean-Paul Marat prowadził publiczną dyskusję z Roux i przyczynił się do usunięcia go z klubu. Po śmierci Marata, Roux był posądzany o uczestnictwo w morderstwie. Opuszczony przez współpracowników został aresztowany w czasie Wielkiego Terroru 22 sierpnia 1793 r. na mocy Dekretu o podejrzanych. Został wypuszczony 5 dni później, ale w październiku tego samego roku został ponownie zatrzymany. W styczniu 1794 r. Trybunał Rewolucyjny skazał go na karę śmierci, ale przed egzekucją Roux przebił się sztyletem i trafił do szpitala Bicêtre, gdzie 10 lutego 1794 r. zmarł.